# Брусек
Брусек (пол. Brusiek) — село в Польщі, у гміні Кошенцин Люблінецького повіту Сілезького воєводства.
Населення — 68 осіб (2011).
У 1975-1998 роках село належало до Ченстоховського воєводства.

## Демографія
Демографічна структура станом на 31 березня 2011 року:
|          | Загалом | Допрацездатний вік | Працездатний вік | Постпрацездатний вік |
| -------- | ------- | ------------------ | ---------------- | -------------------- |
| Чоловіки | 34      | 4                  | 25               | 5                    |
| Жінки    | 34      | 3                  | 23               | 8                    |
| Разом    | 68      | 7                  | 48               | 13                   |